# Musculus levator palpebrae superioris
Der Musculus levator palpebrae superioris (lat.-anat.; ‚Muskelheber des Oberlides‘ → Lidheber; in der Abbildung rechts markiert mit der ⑨) ist ein Skelettmuskel der Augenmuskulatur und gehört als solcher zu den Anhangsorganen des Auges. Gemäß seiner Funktion liegt er innerhalb der Augenhöhle (Orbita) im oberen Bereich. Diese Funktion besteht darin, das obere Augenlid (Palpebra superior) nach oben und zurück zu ziehen, was eine Öffnung der Lidspalte (Rima palpebrarum) bewirkt. Zudem führt er gleichgerichtete Bewegungen mit dem Musculus rectus superior (②) aus, sodass sich das Oberlid beim Aufblick hebt und beim Abblick senkt.

## Anatomie
Der Musculus levator palpebrae superioris entspringt unmittelbar vor der Orbitaspitze innerhalb des Zinn’schen Sehnenrings (Anulus tendineus communis; ①) am kleinen Flügel des Keilbeins (Ala minor), zieht oberhalb des Musculus rectus superior (②) nach vorn und setzt mit seiner Sehne als fächerartige Bindegewebsplatte (Aponeurose; hier konkret: der Levatoraponeurose) im Septum orbitale („Augenhöhlenscheidewand“) und dem Tarsus palpebrae („Lidknorpel“) an (vgl. dazu auch Augenlid#Aufbau, 2. Abs.).
Innerviert wird der M. levator palpebrae superioris vom III. Hirnnerven, dem Nervus oculomotorius („Augenbewegungsnerv“), genauer: vom kleineren („oberen“) seiner beiden Endäste, dem Ramus superior (vgl. dazu auch Augenmuskeln#Innervation).
In seiner Funktion als Lidheber ist der M. levator palpebrae superioris direkter Antagonist des äußeren Augenmuskels Musculus orbicularis oculi („Augenringmuskel“).

## Pathologie
Eine Unterfunktion des Musculus levator palpebrae superioris führt zu einem teilweisen oder vollständigen Herabhängen des oberen Augenlids, genannt (Blepharo-)Ptosis. Dies bedeutet in der Regel auch eine Einschränkung der Mitbewegung (Synkinese) des Oberlids bei vertikalen Blickwendungen. Eine angeborene Ptosis ist dabei seltener das Ergebnis einer Lähmung des Nervus oculomotorius als vielmehr das einer Fehlbildung des M. levator palpebrae superioris selbst. Eine andere angeborene Störung ist das Marcus-Gunn-Syndrom (Mandibulopalpebrale Synkinese), bei dem eine paradoxe Co-Innervation von M. levator palpebrae superioris und Musculus pterygoideus lateralis vorliegt.
Eine sog. relative Überfunktion des M. levator palpebrae superioris kann sich bei einer paretischen Einschränkung der Blickhebung ergeben. Hierbei wird ein verstärkter Impuls zur Blickwendung nach oben zwar nur unvollständig von den entsprechenden Muskeln umgesetzt, wirkt sich dabei jedoch in vollem Umfang auf die synergistische Bewegung des Muskels aus, was zu einem abnormen Hochziehen des Oberlides führt.